# Siegelscher Halbraum
Im mathematischen Teilgebiet der Funktionentheorie bezeichnet der siegelsche Halbraum oder die siegelsche Halbebene eine Verallgemeinerung der Halbebene. Dieser Raum ist benannt nach dem Mathematiker Carl Ludwig Siegel, der dieses Objekt systematisch untersuchte.

## Definition
Der siegelsche (obere) Halbraum {\displaystyle {\mathcal {H}}^{g}} von Grad {\displaystyle g\in \mathbb {N} } ist definiert als die Menge der komplexen symmetrischen {\displaystyle (g\times g)}-Matrizen, deren Imaginärteil positiv definit ist.

## Wirkung der symplektischen Gruppe
Die symplektische Gruppe {\displaystyle Sp(2g,\mathbb {R} )} wirkt auf dem siegelschen Halbraum durch
{\displaystyle \left({\begin{array}{cc}A&B\\C&D\end{array}}\right)Z=(AZ+B)(CZ+D)^{-1}}.
Diese Wirkung ist transitiv, ihre Stabilisatoren sind konjugiert zur orthogonalen Gruppe {\displaystyle SO(2g)}.
Man kann den siegelschen Halbraum mit einer riemannschen Metrik versehen, durch die er ein symmetrischer Raum wird isometrisch zu {\displaystyle Sp(2g,\mathbb {R} )/SO(2g)}.

## Mehrdimensionale Thetareihe
Der siegelsche Halbraum spielt als Verallgemeinerung der oberen Halbebene eine wichtige Rolle bei der Definition der Thetareihe in mehreren komplexen Variablen. Die mehrdimensionale Thetareihe ist eine Funktion
{\displaystyle \theta \colon \mathbb {C} ^{g}\times {\mathcal {H}}^{g}\to \mathbb {C} ,}
die durch
{\displaystyle \theta (z,T)=\sum _{n\in \mathbb {Z} ^{g}}\operatorname {exp} (\pi i\langle n,2z+Tn\rangle )}
definiert ist. Diese Reihe konvergiert normal und stellt daher eine holomorphe Funktion dar.